# Vlastibořice
Vlastibořice é uma comuna checa localizada na região de Liberec, distrito de Liberec‎.